# Nécropole romaine d'Aoste
 (décembre 2023).
Si vous disposez d'ouvrages ou d'articles de référence ou si vous connaissez des sites web de qualité traitant du thème abordé ici, merci de compléter l'article en donnant les références utiles à sa vérifiabilité et en les liant à la section « Notes et références ».
La nécropole romaine d'Aoste se situe aux portes de la cité antique d'Augusta Prætoria Salassorum, le long de la route pour l'Alpis Graia, l'actuel col du Petit-Saint-Bernard.

Comme toutes les aires funéraires de son époque, elle se trouve en dehors de la cité, à 200 mètres environ de la Porta Decumana, selon les règles du droit romain.

## Description

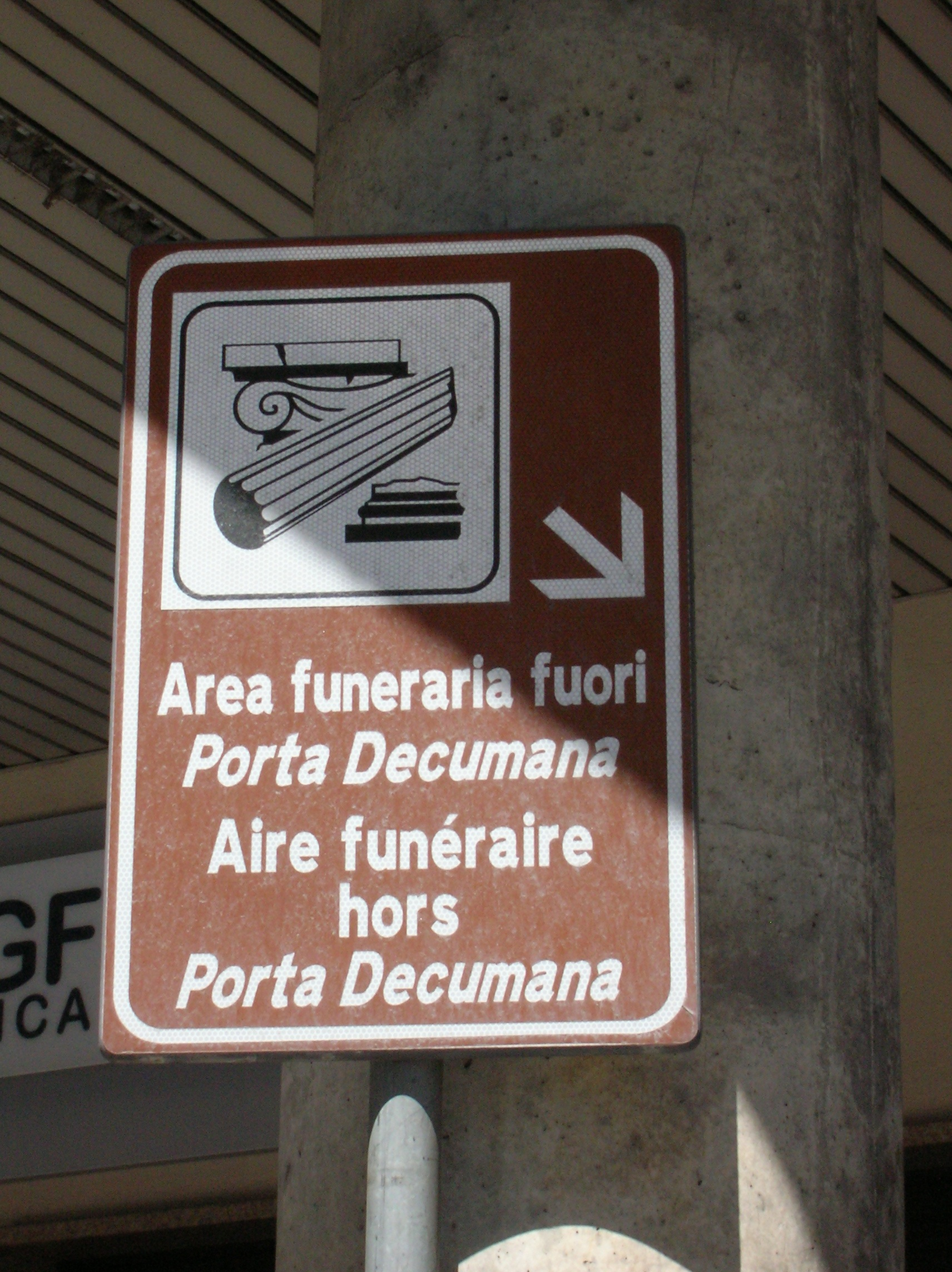
Panneau à l'entrée du site.

Cette aire funéraire fut bâtie au Ier siècle ap. J.-C., et se divise en 2 parties :
- La partie A, près de la  route ;
- la partie B, placée derrière.

Les types de sépulture que l'on peut observer ici sont :
- « à puits » ;
- « à capucine » (pour les défunts incinérés) ;
- « à chambre » avec un monument funéraire.

Au IIe siècle se diffusa la sépulture « à inhumation », qui devint la plus répandue par la suite.
Dans cette aire plusieurs objets ont été retrouvés, parmi lesquels des miroirs en bronze et des chaussures cloutées.
Aux IIe et IIIe siècles, les tombeaux commencèrent à se superposer et à perdre l'orientation originale.

## Les mausolées
Trois mausolées ont été bâtis au IVe siècle connus sous le nom de Collinæ memoriæ, c'est-à-dire « les collines de la mémoire », en latin.
Ces trois édifices sont orientés vers le sud. Ils recouvrent les tombeaux précédents et furent utilisés pendant le haut Moyen Âge.

## La basilique
Les fouilles ont permis de retrouver une basilique paléochrétienne à quelques mètres à l'ouest des mausolées. Elle remonte sans doute au IVe – Ve siècle, et elle est orientée sur l'axe est-ouest. Elle fut utilisée jusqu'à la fin du Ier millénaire, quand elle fut abandonnée.

## Visite
L'aire funéraire est ouverte au public les 1ers mercredis de chaque mois de 14h à 18h.

L'entrée est gratuite.